# Guto Ferreira
Augusto Sérgio Ferreira (Piracicaba, 7 de septiembre de 1965), conocido como Guto Ferreira, es un entrenador  brasileño de fútbol. Actualmente es el entrenador de Coritiba de Brasil.

## Trayectoria
| Entrenador          |                      |           |
| País                | Club                 | Año       |
| Bandera de Brasil   | Internacional        | 2002      |
| Bandera de Brasil   | Noroeste             | 2003      |
| Bandera de Portugal | Penafiel             | 2003–2004 |
| Bandera de Portugal | Naval                | 2004      |
| Bandera de Brasil   | Corinthians Alagoano | 2005      |
| Bandera de Brasil   | Mogi Mirim           | 2011      |
| Bandera de Brasil   | Criciúma             | 2011      |
| Bandera de Brasil   | ABC                  | 2011      |
| Bandera de Brasil   | Mogi Mirim           | 2012      |
| Bandera de Brasil   | Ponte Preta          | 2012–2013 |
| Bandera de Brasil   | Portuguesa           | 2013–2014 |
| Bandera de Brasil   | Figueirense          | 2014      |
| Bandera de Brasil   | Ponte Preta          | 2014–2015 |
| Bandera de Brasil   | Chapecoense          | 2015–2016 |
| Bandera de Brasil   | Bahia                | 2016–2017 |
| Bandera de Brasil   | Internacional        | 2017      |
| Bandera de Brasil   | Bahia                | 2018      |
| Bandera de Brasil   | Chapecoense          | 2018      |
| Bandera de Brasil   | Sport                | 2019–2020 |
| Bandera de Brasil   | Ceará                | 2020–2021 |
| Bandera de Brasil   | Bahia                | 2021–2022 |
| Bandera de Brasil   | Coritiba             | 2022      |
| Bandera de Brasil   | Goiás                | 2023      |
| Bandera de Brasil   | Ceará                | 2023      |
| Bandera de Brasil   | Coritiba             | 2024–     |

## Palmarés

### Como entrenador
| Título                  | Club          | Región             | Año  |
| ----------------------- | ------------- | ------------------ | ---- |
| Campeonato Gaúcho       | Internacional | Río Grande del Sur | 2002 |
| Campeonato Catarinense  | Chapecoense   | Santa Catarina     | 2016 |
| Copa do Nordeste        | Bahia         | Región Nordeste    | 2017 |
| Campeonato Baiano       | Bahia         | Región Nordeste    | 2018 |
| Campeonato Pernambucano | Sport         | Pernambuco         | 2019 |
| Copa do Nordeste        | Ceará         | Región Nordeste    | 2020 |